# Triathlon bei den Panamerikanischen Spielen

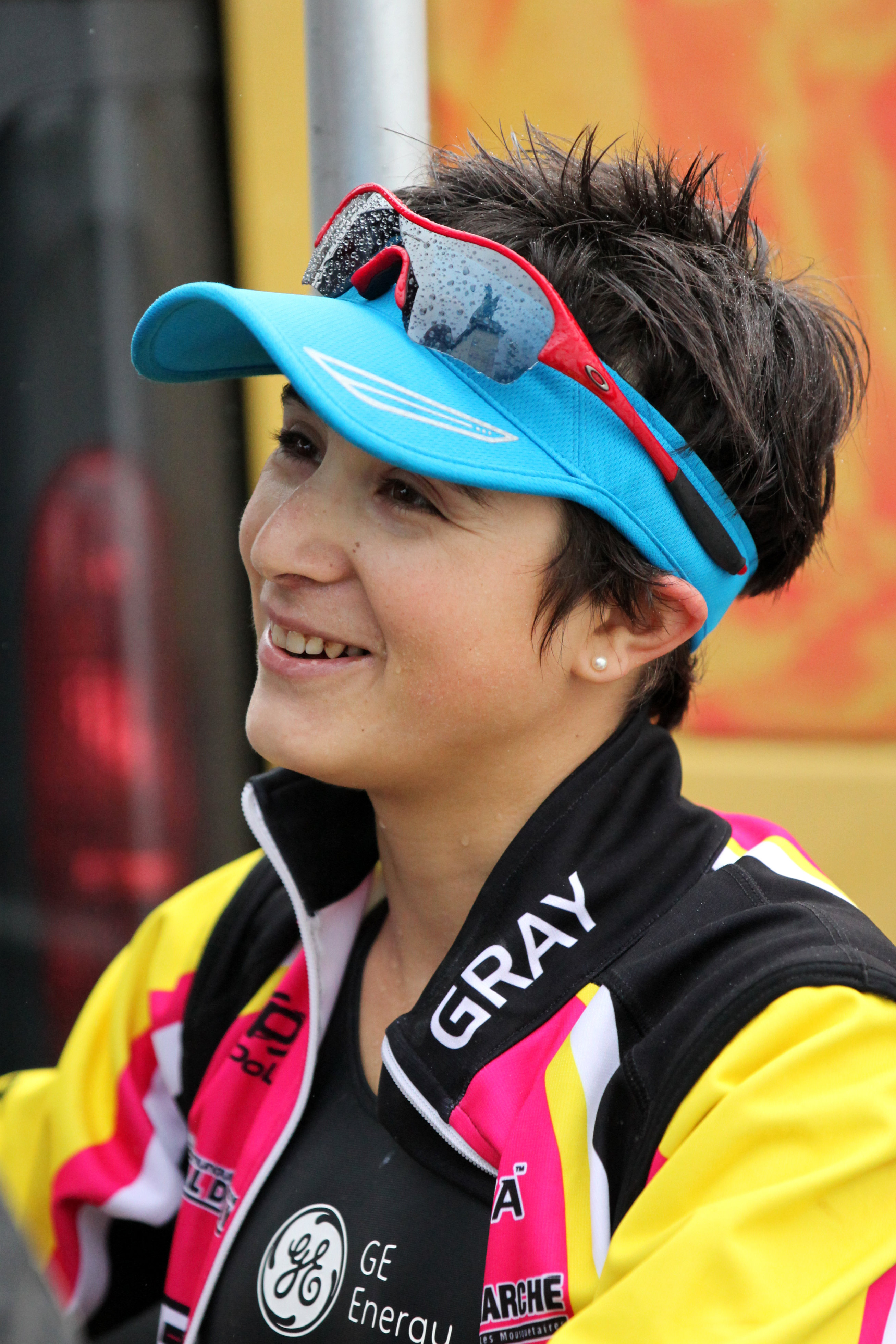
Die Chilenin Bárbara Riveros Díaz – Siegerin 2015 und Zweitplatzierte 2011

Rennen im Triathlon werden bei den Panamerikanischen Spielen seit 1995 ausgetragen.

## Organisation
Bei den Panamerikanischen Spielen wird je ein Rennen für Damen und Herren über die olympische Distanz (1,5 km Schwimmen, 40 km Radfahren und 10 km Laufen) ausgetragen.
Bei der Austragung 2015 in Toronto (Kanada) gingen bei den Männern 36 Athleten und bei den Frauen 35 Athletinnen an den Start.
Die Panamerikanischen Spiele wurden zuletzt 2019 in Peru ausgetragen.

## Ergebnisse

### Männer
| Datum | Ort                     | Gold                  | Zeit     | Silber              | Zeit     | Bronze          | Zeit     |
| 1995  | Argentinien             | Leandro Macedo        | 01:51:14 | Mark Bates          | 01:51:36 | Oscar Galíndez  | 01:52:10 |
| 1999  | Kanada                  | Gilberto González     | 01:48:16 | Hunter Kemper       | 01:48:49 | Simon Whitfield | 01:49:17 |
| 2003  | Dominikanische Republik | Hunter Kemper         | 01:52:00 | Vigilio de Castilho | 01:52:49 | Oscar Galíndez  | 01:52:58 |
| 2007  | Brasilien               | Andy Potts            | 01:52:31 | Brent McMahon       | 01:52:38 | Juraci Moreira  | 01:52:54 |
| 2011  | Mexiko                  | Reinaldo Colucci      | 01:48:02 | Manuel Huerta       | 01:48:09 | Brent McMahon   | 01:48:23 |
| 2015  | Kanada                  | Crisanto Grajales     | 01:48:58 | Kevin McDowell      | 01:48:59 | Irving Perez    | 01:49:05 |
| 2019  | Peru                    | Crisanto Grajales -2- | 01:50:39 | Manoel Messias      | 01:50:55 | Luciano Taccone | 01:51:03 |

### Frauen
| Datum | Ort                     | Gold                 | Zeit     | Silber               | Zeit     | Bronze             | Zeit     |
| 1995  | Argentinien             | Karen Smyers         | 02:04:51 | Kristie Otto         | 02:07:16 | Fiona Cribb        | 02:08:14 |
| 1999  | Kanada                  | Sharon Donnelly      | 02:05:55 | Carla Moreno         | 01:59:31 | Carol Montgomery   | 02:00:13 |
| 2003  | Dominikanische Republik | Jill Savege          | 01:58:29 | Sheila Taormina      | 02:00:11 | Becky Gibbs        | 02:00:36 |
| 2007  | Brasilien               | Julie Ertel          | 01:57:23 | Sarah Haskins        | 01:57:45 | Lauren Groves      | 01:59:50 |
| 2011  | Mexiko                  | Sarah Haskins        | 01:57:37 | Bárbara Riveros Díaz | 02:00:23 | Pamella Nascimento | 02:00:32 |
| 2015  | Kanada                  | Bárbara Riveros Díaz | 01:57:18 | Paola Díaz           | 01:57:48 | Flora Duffy        | 01:57:56 |
| 2019  | Peru                    | Luisa Baptista       | 02:00:55 | Vittoria Lopes       | 02:01:27 | Cecilia Pérez      | 02:02:07 |

### Mixed-Team-Staffel
| Datum | Ort  | Gold      | Zeit     | Silber | Zeit     | Bronze | Zeit     |
| 2019  | Peru | Brasilien | 01:20:34 | Kanada | 01:20:51 | Mexiko | 01:20:57 |